# تريغفه لي
تريغفه هالفدان لي (ويعرف اختصارا بتريغفه لي، وبالنرويجية: Trygve Halvdan Lie)؛ (16 يوليو 1896 – 30 ديسمبر 1968) نرويجي الجنسية أول من شغل منصب أمين عام الأمم المتحدة وذلك للفترة من 1946 - 1952.
وأول أمين عام للأمم المتحدة (1946-1952) وزير العدل والشرطة (1935-1939) وزير التجارة (1939) و(1964-1965) وزير الخارجية (1940-1946) وزير الصناعة (1963-1964).

## وصلات خارجية
- تريغفه لي على موقع الموسوعة البريطانية (الإنجليزية)
- تريغفه لي على موقع مونزينجر (الألمانية)
- تريغفه لي على موقع إن إن دي بي (الإنجليزية)

- معلومات تفصيلية عن سيرة حياة تريغفه لي من موقع الأمم المتحدة الرسمي

| المناصب السياسية           | المناصب السياسية                   | المناصب السياسية  |
| -------------------------- | ---------------------------------- | ----------------- |
| سبقه جلادوين جب (بالنيابة) | أمين عام الأمم المتحدة 1946 - 1952 | تبعه داغ همر شولد |